# Liste des abbesses de Maubeuge

Armoiries d'Alken, commune du Limbourg belge, représentant sainte Aldegonde.

En 661, sainte Aldegonde fonda le cloître mixte de l'abbaye de Maubeuge, dont elle devint la première abbesse. Aldertrude et Madelberte devinrent de même abbesses après la mort de leur tante. Hildoard ou Hildeguard, évêque de Cambrai, déposa les reliques de saint Aldegonde à Maubeuge.
L'abbaye de Maubeuge obtint le titre d'abbaye royale en 864, après le traité de Metz qui la situe en Lotharingie. Elle devint un couvent en 1791.

## Liste des abbesses de  Maubeuge de661à1791
- Sainte Aldegonde de Maubeuge, (661 - 684 †), fille de Walbert et Bertille de Thuringe
- Sainte Aldetrude de Maubeuge, (684 - 696 †),  nièce de sainte Aldegonde
- Sainte Madelberte de Maubeuge, (696 - 705 † ), nièce de sainte Aldegonde
- Théotrade, ( ? - 935 †)
- Ansoalde, (1012)
- Guiscende, 1106
- Fredescente, 1106
- Christine Ire, 1138
- Frehesecende, 1149
- Liduide, (1171), doyenne pendant la vacance du siège
- Christine II, 1173
- Ermengarde, 1175
- Emma, (1177 - 1202)
- Eusile Ire, 1213
- Eusile II, (1235 - 1245))
- Marguerite Ire de Fontaine, (1247 - 1278)
- Elisabeth, (1278 - 1292)
- Béatrix de Fauquelmont, (1292 - 1339)
- Marie Ire de Fauquelmont, (1351 - 1371), se déporta de l’administration temporelle
- Gertrude de Trazegnies,  (1381 - 1429)
- Marguerite II de Gavre, dite d’Hérimez, (1429 - 1443)
- Péronne de Landas, (1444 - 1467)
- Yolande de Gavre, (1468 - 1482)
- Antoinette Ire de Hénin-Liénard, dite de Fontaine,  (1483)
- Michelle de Gavre, (1507 - 1547)
- Françoise de Nouvelle, (1548 - 1557)
- Marguerite III de Hinckart, (1558 - 1578)
- Antoinette II de Sainzelle, (1581 - 1596)
- Christine III de Bernaige, (1599 - 1624)
- Bonne de Haynin, (1625 - 1643)
- Marie II de Noyelles, (1644 - 1654)
- Marguerite IV d’Oignies, 1655
- Ferdinande de Bernaige, (1660 - 1669)
- Anne-Chrétienne de Beaufort, (1672 - 1698)
- Claire-Hyacinthe de Noyelles, (1699 - 1719)
- Isabelle-Philippine de Hornes, (1719 - 1741)
- Marie III Thérèse Charlotte de Croÿ,  (1741 - 1774)
- Adrienne-Florence de Lannoy, (1775 - 1791)